# 姉川地震
姉川地震（あねがわじしん）は、1909年8月14日15時31分、滋賀県北東部の姉川付近（北緯35度24分 東経136度18分 / 北緯35.4度 東経136.3度座標: 北緯35度24分 東経136度18分 / 北緯35.4度 東経136.3度）を震源として発生したM6.8の内陸直下型地震。滋賀県と岐阜県を中心に被害が及んだ。そのため、旧国名の近江国と美濃国を取って江濃地震（こうのうじしん）とも呼ばれる。

## 概説
滋賀県から福井県にかけて、北北西方向にのびる柳ヶ瀬断層が活動したと考えられている。
現在の滋賀県長浜市で最大の震度6、滋賀県内全域で震度5から震度4を記録した。東北地方南部から九州地方の一部にかけての広い範囲で有感地震が観測され、被害は滋賀県と岐阜県に及んだ。
この地震では、災害報道に写真が機敏に使用され、地震発生の2日後には、東京の新聞紙上で被害状況を伝える写真が紹介されている。また、写真絵葉書も発行された。

## 被害
| 地域   | 死者 | 重傷 | 軽傷 | 家屋全壊 | 家屋半壊 |
| ------ | ---- | ---- | ---- | -------- | -------- |
| 滋賀県 | 35   | 115  | 528  | 972      | 2367     |
| 岐阜県 | 6    | 18   | 123  | 6        | 77       |
| 計     | 41   | 133  | 651  | 978      | 2444     |

直下型地震であったため、被害は震源に近い滋賀県と岐阜県に生じ、特に大きな被害は滋賀県に集中したが、その中でも大きな被害を出したのが東浅井郡虎姫村（旧・東浅井郡虎姫町、現・長浜市）で、人的被害は死者17名、負傷者53名。さらに、全戸数991戸のうち全壊284戸、半壊518戸を出している。
ほかに山崩れ70箇所であった。また、伊吹山の斜面の一部が崩落。姉川河口の川底が数十m沈降し、琵琶湖では高さ1.8mの波が押し寄せた。三角洲でも6個の穴から泥水が2.5m噴出するなどの地変が観測された。
被害の大きかった滋賀県の現・長浜市周辺では全半壊率が9割に達する地域が存在したが、数百m離れた別の集落において全く被害の発生状況が異なるという報告が多数残されている。これは、当該地域（柳ヶ瀬断層の南への延長上）の地盤構造の違いによるもので、「馬の背」状に浅くなっている部分と「馬の背」構造を挟んで北東側と南東側に、すり鉢状の構造が存在している事によるもので、反響した地震波が局所的に増幅された為と考えられている。